# 长安圣寿寺塔
34°00′27″N 108°57′31″E / 34.00750°N 108.95861°E
长安圣寿寺塔位于中国陕西省西安市长安区五台乡南五台山圣寿寺内，1992年被列为第三批陕西省文物保护单位，2006年被列为第六批全国重点文物保护单位。
圣寿寺始建于隋，唐末五代时被毁，北宋重建，现存山门、前殿、大雄宝殿等建筑。寺塔为应身大士圆寂塔（舍利塔），据传也建于隋代，从其形制分析，最晚不迟于初唐。塔为楼阁式砖塔，平面呈方形，七层，高33.5米，底层边长7.5米，奇数层南北两面和偶数层东西两面均辟有券门。塔刹为铁制相轮，与铜川重兴寺塔和澄城精进寺塔塔刹相似，应为宋代遗物。塔北侧有民国净土宗高僧印光大師的影堂石塔，“印光大师影堂”六字由于右任题写。